# 笑口長開
《笑口長開》（Laughing Every Day）是由黄明志自编自导自演的处女作《辣死你媽》及《鬼老大哥大》後，第三部的電影作品。这部电影召來香港、馬來西亞、新加坡多國著名的演員，而片中也有许多大牌明星客串，如李宗偉客串參演。除此之外，這部電影也被安排於香港、馬來西亞同步上映，黃明志也成為了首位將馬來西亞中文電影打入香港電影界的電影人，投資資金高達三百萬。

## 劇情
一個因童年時期留下陰影的兒童 - Robert Tan陳大蝦（黃明志飾），而導致患上臉部神經線抽筋，無法顯出笑容的他被稱為「黑面神」，但其實表面兇狠刻薄的他，內心關心自己餐館的員工，學業程度只有中三的大蝦，月薪只有四千元，一直被其母 - 陳姨（黎明姨飾）看死：「生活費？你給我還是我給你？」，於是大蝦決定與中學時期的死黨 - 大苗（林靜苗飾）、長腳蟹（呂慧儀飾）一起遠赴香港尋找有領導能力、烹飪技巧的城中名廚 - 梁笑棠（Laughing哥）（謝天華飾）以及退休多年、但廚藝高超的老廚師（惠英紅）出山，一起為大俠的餐館「長開」重新打造形象、起死回生，眾人招兵買馬，有兼職但努力的大學生偉傑（李創銳飾）和建仁（洪賜健飾）、視財如命的收銀員 - 李發財（趙潔瑩飾）以及清潔技巧無人能及的所謂「天才」大沈（顏慧萍飾），期間眾人一起努力，共度患難，笑料百出，終於趕得及於新年期間重新開張，但因是牌照無故被撤銷、業主（楊秀惠飾）收鋪，令大家失望之際，此時竟出現一位神秘人，救助大蝦，令大蝦重現笑容。

## 演员表

### 主演
- 黄明志：饰　陳大蝦
- 謝天華：饰　梁笑棠（Laughing哥）
- 林靜苗：饰　大苗（原名：苗小薇）
- 惠英紅：饰 老廚師
- 呂慧儀：饰 長腳蟹
- 洪賜健：饰 劉建仁
- 李創銳：饰 許偉傑
- 陳傑樂：饰 許偉大
- 黎明姨：饰 陳姨（大蝦媽媽）
- 趙潔瑩：饰 李發財
- 顏慧萍：饰 沈佳宜（大沈）

### 客串
- 陳曉東：飾 C.K.劉（客串演出）
- 謝佳見：饰 柯景騰（客串演出）
- 李馨巧：飾 萬長勝（客串演出，飾演許偉大的同學）（逆戰角色）
- 楊怡：飾 張秀麗（客串演出）
- 楊秀惠：饰 業主（客串演出）
- 陳美妤：飾  MadamChok 卓晨瑤（特別演出）
- 李宗偉：飾 李宗偉（客串演出）
- 阿牛：飾 Botak（客串演出，初戀紅豆冰角色）
- 林家冰：飾 孖生姐妹-冰冰（客串演出）
- 朱晨麗：飾 孖生姐妹-麗麗（客串演出）

## 簡介
片名《笑口長開》取自新年賀詞「笑口常開」，因片中的餐館名稱為「長開」，所以立名為《笑口長開》，亦有長期有笑容的意思。黃明志今次戰入賀歲片戰團，主要為馬來西亞影壇爭光，當中更安排於香港上映，史無前例。片中除了有香港著名演員謝天華、惠英紅、呂慧儀演出之外，亦有參加新秀而挺入華人星光大道的著名歌手顏慧萍、趙潔瑩，紅遍新加坡的洪賜健、李創銳以及深得影圈尊重的黎明姨。